# Ruurt Hazewinkel Jzn.
Reurt (Ruurt) Hazewinkel (Veendam, 17 november 1855 - Groningen, 13 mei 1940) was een Nederlandse krantenuitgever. Hij richtte het Nieuwsblad van het Noorden op in 1888. 
Hazewinkel werd geboren in een zeemansfamilie in Veendam en trouwde met Geerdina Doewes (geb. 23 april 1870) in Wildervank op 26 juli 1899. Zij was eveneens afkomstig uit een zeemansfamilie en de dochter van scheepskapitein K.E. Doewes. Het echtpaar kreeg drie kinderen: Jan Abraham (geb. 17 december 1900), Nicolaas (geb. 27 november 1903) en Roelfina (15 augustus 1904), die getrouwd was met mr. W.B.J. Aberson, lid van het Hof van Justitie van Curaçao. 
Na de dood van Ruurt Hazewinkel richtten zijn nazaten een beheersmaatschappij op, genaamd Heidehuis Besloten vennootschap. De huidige aandeelhouders van dit bedrijf zijn nog steeds nazaten van Ruurt Hazewinkel. En Heidehuis BV is weer aandeelhouder in het bedrijf Noordelijke Dagblad Combinatie.